# Freikorporal
Als Freikorporal (auch Gefreiter-Korporal, alternativ Fahnenjunker) wurden in den Territorialheeren des Heiligen Römischen Reiches Deutscher Nation (HRR) die (meist adligen) Offiziersanwärter der Zentrumskompanien (Musketiere, Füsiliere) der Infanterie und allgemein der Dragoner genannt. Bei der Kavallerie hießen sie Standartenjunker. Der österreichische Feldmarschall Prinz Eugen von Savoyen gilt als Erfinder dieser Einrichtung.
Wie in der Rangbezeichnung bereits impliziert, waren Freikorporale von den Verpflichtungen der übrigen Unteroffiziere weitgehend freigestellt; in der Regel wurden sie mit dem Tragen der Fahne beauftragt.
Bei der Artillerie, die weder Fahnen noch Standarten führte, existierten in vielen Staaten des HRR keine gesonderten Offizieranwärterdienstgrade. Die Anwärter durchliefen die allgemeine Laufbahn, gelegentlich bereits als Bombardier, um dann bevorzugt zum Offizier befördert zu werden. Die Bezeichnung Stückjunker (nach der früher üblichen Bezeichnung für Geschütze, Stücke) kennzeichnete in der Artillerie vielmehr den niedersten Offiziersdienstgrad (analog dem Fähnrich bei der Infanterie oder dem Kornett bei der Kavallerie); eine der wenigen Ausnahmen bildete das Kurfürstentum Braunschweig-Lüneburg (Kur-Hannover), wo der Stückjunker als Offizieranwärter vor allen Unteroffizieren rangierte.
Der Rang galt allgemein als Privileg der überwiegend adligen Offiziersanwärter. Entsprechend hießen sie noch im frühen 17. Jahrhundert in manchen deutschen Heeren Adelbursche (im Sinne von Edelknappe) bzw. Corporal von der Adelbursche; die niederländische Verballhornung Adelborst bezeichnet noch heute den Seekadetten der Koninklijke Marine. Die Kandidaten traten meist in noch jugendlichem Alter in die Regimenter ein. So war etwa der spätere Husarengeneral Hans Joachim von Zieten mit sechzehn Jahren Freikorporal im Regiment Schwendy. Die Beförderung wurde allgemein nach der militärischen Grundausbildung ausgesprochen. Nicht selten aber musste der Kandidat eine Wartezeit von mehreren Monaten oder Jahren hinter sich bringen, die er im Mannschaftsrang oder als einfacher Korporal absolvierte. Das Potsdamer Regiment Königsgrenadiere, bekannt als Riesengarde oder Lange Kerls, zählte nicht wenige adlige Soldaten, die mit Bauernsöhnen und Handwerksgesellen in Reih und Glied standen. Nach mehreren Jahren vorwurfsfreier Dienstzeit rückten mitunter auch nichtadlige Unteroffiziere zum Freikorporal, und später zum Offizier, auf.
In Preußen diente in jeder Musketierkompanie ein Freikorporal. Er rangierte zwischen den Korporalen und den Sergeanten der Kompanie. Seit 1763 erhielten die fünf ältesten Freikorporale das Fähnrichspatent (d. h., sie hatten nun Offiziersrang und rangierten vor den Feldwebeln). Sie wurden deshalb Portepee-Fähnrich genannt und durften das silberne Offiziersportepee am Kurzsäbel der Mannschaften tragen.
In Preußen wurde der Freikorporal im Zuge der Preußischen Heeresreform nach 1806 abgeschafft. An seine Stelle traten der Fähnrich (nun Mannschaftsrang) und der Portepee-Fähnrich (nun Unteroffiziersrang).